# Neoanagraphis
Neoanagraphis es un género de arañas araneomorfas de la familia Liocranidae. Se encuentra en  Norteamérica.

## Lista de especies
Según The World Spider Catalog 12.0:
- Neoanagraphis chamberlini Gertsch & Mulaik, 1936
- Neoanagraphis pearcei Gertsch, 1941